# Richard-Strauss-Straße (metropolitana di Monaco di Baviera)
Richard-Strauss-Straße è una stazione della Metropolitana di Monaco di Baviera, che serve la linea U4; si trova nel quartiere di Bogenhausen ed è stata inaugurata il 27 ottobre 1988. Si trova all'estremità orientale di Alt-Bogenhausen, il cuore tradizionale del quartiere. La stazione prende il nome dalla via in cui sorge, Richard-Strauss-Straße, che fa parte del sistema viario del Mittlerer Ring, il quale si sviluppa al di sopra dei binari della U-Bahn. A sua volta, la strada prende il nome dal famoso compositore tedesco Richard Strauss.
La stazione è servita anche dalla linea autobus numero 144.